# シンリョクカ
シンリョクカ（欧字名:Shinryokuka、2020年1月24日 - ）は日本の競走馬。主な勝ち鞍に2024年の新潟記念。
馬名の由来は「心力歌」。

## 戦績
2022年10月10日、東京競馬場第5レースの2歳新馬戦（芝1600m）で、吉田豊を背にデビュー。直線で鋭く脚を伸ばし、3馬身半差の圧勝でデビュー戦での初勝利を飾った。12月11日、初の重賞挑戦で阪神ジュベナイルフィリーズに出走。鞍上は木幡初也に乗り替わった。12番人気の伏兵評価ながら、後の三冠牝馬であるリバティアイランドに食らいつき、2着に大健闘した。
吉田豊が鞍上に復帰した3歳シーズン初戦の桜花賞は6着、優駿牝馬は5着に敗れる。秋初戦の府中牝馬ステークスは3番人気に支持されたが、直線で伸びず10着に沈んだ。次走のエリザベス女王杯（9着）からは再び木幡初也に乗り替わった。
4歳シーズン初戦の日経新春杯は10着大敗。3月9日の中山牝馬ステークスはしぶとく足を伸ばし、阪神JF以来の馬券圏内となる3着に好走した。4月20日の福島牝馬ステークスは3コーナーで前の馬に接触したことが原因で転倒・競走中止。これに後続のライトクオンタムも巻き込まれ、木幡騎手は右腕の負傷、ライトクオンタム鞍上の吉田隼人騎手は福島市内の病院へ搬送された。落馬事故から約4か月半の休養を挟み、9月1日に新潟記念に出走。道中は2番手を追走して先頭に立つと、最後方から追い上げてきたセレシオンをハナ差退け、重賞初制覇を果たした。鞍上の木幡初也騎手、管理する竹内正洋調教師としても、これが初のJRA重賞勝利となった。
12月22日に中山競馬場で行われる有馬記念に出走する予定で調整していたが、2025年1月5日に中山競馬場で行われる中山金杯に出走することになった。

## 競走成績
以下の内容は、JBISサーチおよびnetkeiba.comに基づく。
| 競走日     | 競馬場 | 競走名           | 格   | 距離（馬場）  | 頭 数 | 枠 番 | 馬 番 | オッズ （人気） | 着順 | タイム （上り3F） | 着差 | 騎手      | 斤量 [kg] | 1着馬（2着馬）     | 馬体重 [kg] |
| ---------- | ------ | ---------------- | ---- | ------------- | ----- | ----- | ----- | --------------- | ---- | ----------------- | ---- | --------- | --------- | ------------------ | ----------- |
| 2022.10.10 | 東京   | 2歳新馬          |      | 芝1600m（稍） | 13    | 5     | 7     | 008.20（4人）   | 01着 | R1:36.6（33.4）   | -0.6 | 0吉田豊   | 54        | （エピメテウス）   | 440         |
| 0000.12.11 | 阪神   | 阪神JF           | GI   | 芝1600m（良） | 18    | 2     | 3     | 053.9（12人）   | 02着 | R1:33.5（35.9）   | -0.4 | 0木幡初也 | 54        | リバティアイランド | 440         |
| 2023.04.09 | 阪神   | 桜花賞           | GI   | 芝1600m（良） | 18    | 6     | 11    | 032.70（9人）   | 06着 | R1:32.7（33.8）   | -0.6 | 0吉田豊   | 55        | リバティアイランド | 434         |
| 0000.05.21 | 東京   | 優駿牝馬         | GI   | 芝2400m（良） | 18    | 8     | 17    | 024.40（7人）   | 05着 | R2:24.4（35.1）   | -1.3 | 0吉田豊   | 55        | リバティアイランド | 442         |
| 0000.10.14 | 東京   | 府中牝馬S        | GII  | 芝1800m（良） | 13    | 7     | 11    | 005.00（3人）   | 10着 | R1:46.9（33.7）   | -0.8 | 0吉田豊   | 53        | ディヴィーナ       | 462         |
| 0000.11.12 | 京都   | エリザベス女王杯 | GI   | 芝2200m（良） | 15    | 5     | 8     | 072.6（12人）   | 09着 | 02:13.1（34.7）   | -0.5 | 0木幡初也 | 54        | ブレイディヴェーグ | 460         |
| 2024.01.14 | 京都   | 日経新春杯       | GII  | 芝2400m（良） | 14    | 7     | 12    | 017.90（7人）   | 10着 | 02:25.3（37.7）   | -1.6 | 0木幡初也 | 53        | ブローザホーン     | 464         |
| 0000.03.09 | 中山   | 中山牝馬S        | GIII | 芝1800m（稍） | 16    | 3     | 5     | 009.40（6人）   | 03着 | 01:49.1（35.9）   | -0.1 | 0木幡初也 | 54        | コンクシェル       | 464         |
| 0000.04.20 | 福島   | 福島牝馬S        | GIII | 芝1800m（良） | 16    | 8     | 15    | 006.20（3人）   |      | 競走中止          |      | 0木幡初也 | 55        | コスタボニータ     | 458         |
| 0000.09.01 | 新潟   | 新潟記念         | GIII | 芝2000m（良） | 11    | 4     | 4     | 026.00（8人）   | 01着 | 01:58.0（34.4）   | -0.0 | 0木幡初也 | 54        | （セレシオン）     | 458         |
| 0000.11.10 | 京都   | エリザベス女王杯 | GI   | 芝2200m（良） | 17    | 4     | 8     | 012.90（6人）   | 04着 | R2:11.6（34.6）   | -0.5 | 0木幡初也 | 56        | スタニングローズ   | 462         |
| 2025.01.05 | 中山   | 中山金杯         | GIII | 芝2000m（良） | 18    | 8     | 17    | 007.80（3人）   | 12着 | R1:58.9（35.5）   | -0.8 | 0木幡初也 | 56        | アルナシーム       | 466         |
| 0000.02.01 | 東京   | 白富士S          | L    | 芝2000m（良） | 13    | 7     | 11    | 006.30（3人）   | 06着 | R1:59.7（34.3）   | -0.6 | 0木幡初也 | 56        | シュトラウス       | 468         |
| 0000.04.20 | 福島   | 福島牝馬S        | GIII | 芝1800m（良） | 16    | 6     | 11    | 009.20（5人）   | 05着 | 01:46.7（34.5）   | -0.5 | 0木幡初也 | 56        | アドマイヤマツリ   | 464         |
| 0000.05.18 | 東京   | ヴィクトリアM    | GI   | 芝1600m（良） | 17    | 4     | 8     | 077.2（14人）   | 06着 | R1:32.3（34.2）   | -0.2 | 0木幡初也 | 56        | アスコリピチェーノ | 464         |

- 競走成績は2025年5月18日現在

## 血統表
| シンリョクカの血統              | シンリョクカの血統                   | シンリョクカの血統    | （血統表の出典）     | （血統表の出典）  |
| 父系                            | サンデーサイレンス系                 | サンデーサイレンス系  | サンデーサイレンス系 | [ § 2 ]           |
| 父 サトノダイヤモンド 2013 鹿毛 | 父の父ディープインパクト 2002 鹿毛   | *サンデーサイレンス   | Halo                 | Halo              |
| 父 サトノダイヤモンド 2013 鹿毛 | 父の父ディープインパクト 2002 鹿毛   | *サンデーサイレンス   | Wishing Well         |                   |
| 父 サトノダイヤモンド 2013 鹿毛 | 父の父ディープインパクト 2002 鹿毛   | *ウインドインハーヘア | Alzao                | Alzao             |
| 父 サトノダイヤモンド 2013 鹿毛 | 父の父ディープインパクト 2002 鹿毛   | *ウインドインハーヘア | Burghclere           |                   |
| 父 サトノダイヤモンド 2013 鹿毛 | 父の母*マルペンサ Malpensa 2006 鹿毛 | Orpen                 | Lure                 | Lure              |
| 父 サトノダイヤモンド 2013 鹿毛 | 父の母*マルペンサ Malpensa 2006 鹿毛 | Orpen                 | Bonita Francita      |                   |
| 父 サトノダイヤモンド 2013 鹿毛 | 父の母*マルペンサ Malpensa 2006 鹿毛 | Marsella              | *サザンヘイロー      | *サザンヘイロー   |
| 父 サトノダイヤモンド 2013 鹿毛 | 父の母*マルペンサ Malpensa 2006 鹿毛 | Marsella              | Riviere              |                   |
| 母 レイカーラ 2009 鹿毛         | 母の父キングカメハメハ 2001 鹿毛     | Kingmambo             | Mr. Prospector       | Mr. Prospector    |
| 母 レイカーラ 2009 鹿毛         | 母の父キングカメハメハ 2001 鹿毛     | Kingmambo             | Miesque              |                   |
| 母 レイカーラ 2009 鹿毛         | 母の父キングカメハメハ 2001 鹿毛     | *マンファス           | *ラストタイクーン    | *ラストタイクーン |
| 母 レイカーラ 2009 鹿毛         | 母の父キングカメハメハ 2001 鹿毛     | *マンファス           | Pilot Bird           |                   |
| 母 レイカーラ 2009 鹿毛         | 母の母*カーラパワー 1998 鹿毛        | Caerleon              | Nijinsky             | Nijinsky          |
| 母 レイカーラ 2009 鹿毛         | 母の母*カーラパワー 1998 鹿毛        | Caerleon              | Foreseer             |                   |
| 母 レイカーラ 2009 鹿毛         | 母の母*カーラパワー 1998 鹿毛        | Jabali                | Shirley Heights      | Shirley Heights   |
| 母 レイカーラ 2009 鹿毛         | 母の母*カーラパワー 1998 鹿毛        | Jabali                | Toute Cy             |                   |
| 母系(F-No.)                     | (FN:1-u)                             | (FN:1-u)              | (FN:1-u)             | [ § 3 ]           |
| 5代内の近親交配                 | Halo：S4×S5                          | Halo：S4×S5           | Halo：S4×S5          | [ § 4 ]           |
| 出典                            | 1. 2. 3. 4.                          | 1. 2. 3. 4.           | 1. 2. 3. 4.          | 1. 2. 3. 4.       |

- 半姉インターミッション（父ディープインパクト）は2020年のアネモネステークス勝ち馬。
- 母レイカーラは2013年ターコイズステークス勝ち馬で、その半兄（本馬の伯父）に2014年マイルチャンピオンシップ勝ち馬のダノンシャークがいる。